# Colin Crabbe Racing
Colin Crabbe Racing (alternativ auch als Colin Crabbe – Antique Automobiles und Antique Automobiles Racing Team gemeldet) war ein britischer, in der Ortschaft Baston in der Grafschaft Lincolnshire ansässiger Motorsport-Rennstall. Er nahm zwischen 1969 und 1970 an 14 Rennen der Formel-1-Weltmeisterschaft, die zu dieser Zeit als Automobil-Weltmeisterschaft bezeichnet wurde, sowie drei Formel-1-Rennen ohne Weltmeisterschaftsstatus teil.
Besitzer und treibende Kraft war der Oldtimerhändler und -sammler Colin Crabbe (* 14. April 1942), der sich in den Vorjahren selbst als Hobbyrennfahrer betätigt hatte.

## Geschichte

### Saison 1969

#### Rennen ohne Weltmeisterschaftsstatus

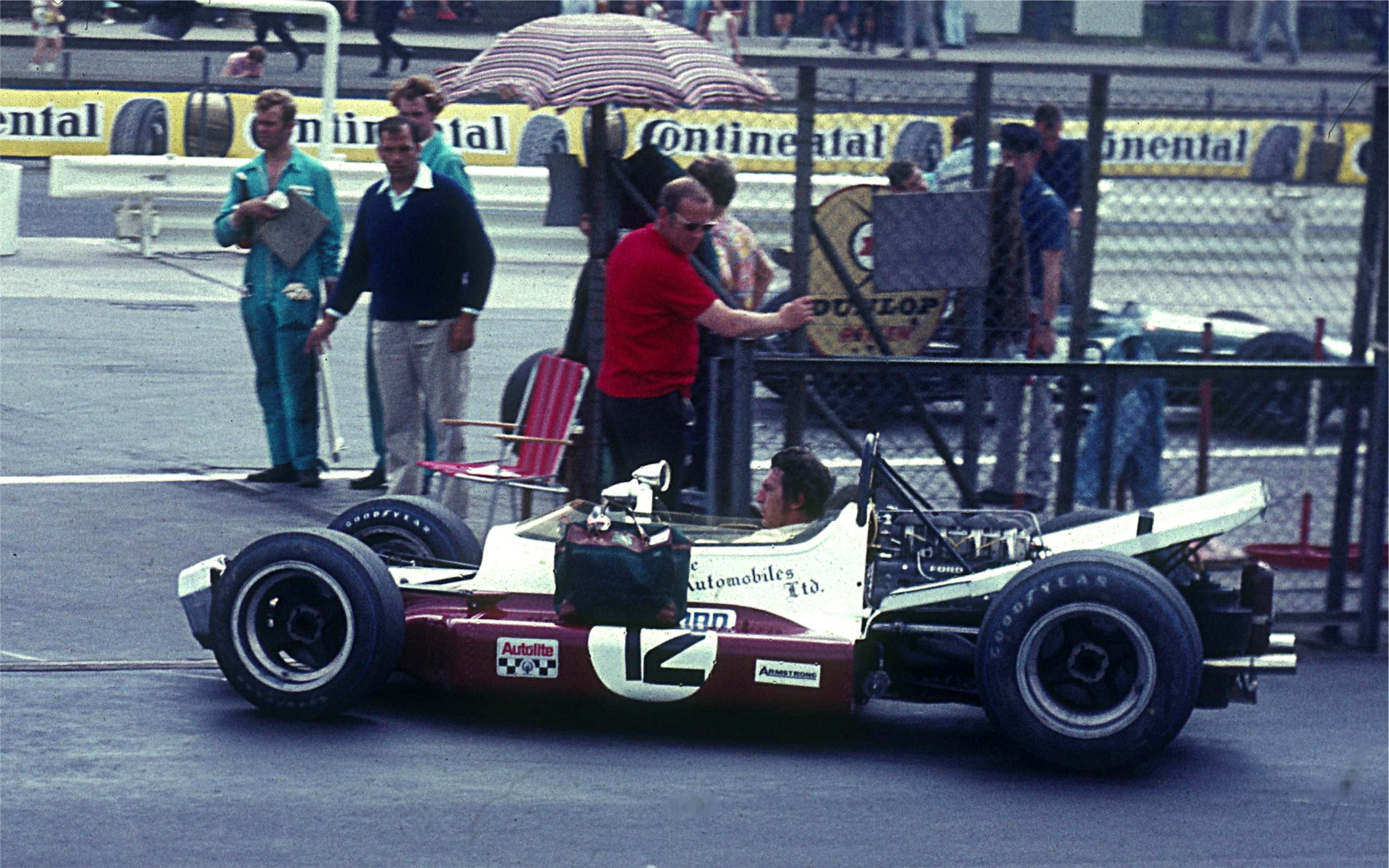
Vic Elford im McLaren M7B, Nürburgring, 1969

Der Rennstall nahm im März 1969 beim jährlichen Race of Champions auf dem Brands Hatch Circuit erstmals an einem Rennen mit Formel-1-Fahrzeugen teil. Die Veranstaltung zählte nicht zur Weltmeisterschaft, hatte aber viele prominente Teilnehmer, da die meisten größeren Teams diese Rennen für Tests unter Rennbedingungen während der längeren Pause zwischen den Überseeläufen am Jahresanfang und dem Europaauftakt im späten Frühjahr nutzten. Crabbe meldete einen für die Formel 1 umgebauten Brabham BT23 aus der Formel 2 für den US-amerikanischen Rennfahrer Roy Pike, musste sein Team aber nach einem Defekt an der Benzinpumpe des Wagens noch vor Rennstart zurückziehen. Die zwei Wochen später auf dem Silverstone Circuit ausgetragene BRDC International Trophy bestritt der ehemalige Cooper-Werksfahrer Vic Elford mit einem Cooper T86 für Crabbe und belegte den zwölften Platz. Beim Großen Preis von Madrid auf dem Circuito del Jarama trat Neil Corner mit dem T86 an und erzielte in diesem Rennen den vierten Platz. Das Fahrerfeld setzte sich hauptsächlich aus Fahrzeugen im Reglement der Formel 5000 und Formel 2 zusammen, die ebenfalls startberechtigt waren.

#### Automobil-Weltmeisterschaft
Der Große Preis von Monaco 1969 war die erste Teilnahme von Colin Crabbe Racing an einem für die Meisterschaft gewerteten Lauf. Vic Elford fuhr erneut einen Cooper T86 mit Maserati-Motor und belegte, nachdem er vom letzten Startplatz das Rennen aufgenommen hatte, den siebten Rang im Schlussklassement. Das war zugleich das letzte Mal in der Formel-1-Geschichte, dass ein Cooper-Fahrzeug sowie ein Maserati-Aggregat bei einem Grand Prix eingesetzt wurden. Für die folgenden Rennen erwarb Crabbe den experimentellen McLaren M7B mit Cosworth-DFV-Motor. Bruce McLaren hatte in Südafrika mit diesem Chassis im Werksteam als Fünfter zwei Punkte erfahren können. Der neue Wagen brachte die gewünschte Verbesserung der Konkurrenzfähigkeit für Crabbes Team und Fahrer Elford gelang es bei den Grands Prix in Frankreich und Großbritannien WM-Punkte zu erzielen.
Beim Grand Prix von Deutschland qualifizierte sich Elford auf den sechsten Startplatz. Nach einem guten Start verunfallte er in der ersten Runde schwer, als er ein auf der Strecke liegendes Rad, das von Mario Andrettis Lotus 49 abgerissen war, übersah und mit ihm kollidierte. Der McLaren hob ab, überschlug sich und landete rücklings zwischen den Bäumen und Sträuchern am Streckenrand. Elford überlebte den Unfall und kam mit einem dreifach gebrochenen Arm vergleichsweise glimpflich davon, das Chassis musste aber abgeschrieben werden, weshalb Crabbe sein Team mangels Fahrzeug zu keinen weiteren Rennen in diesem Jahr meldete.

### Saison 1970

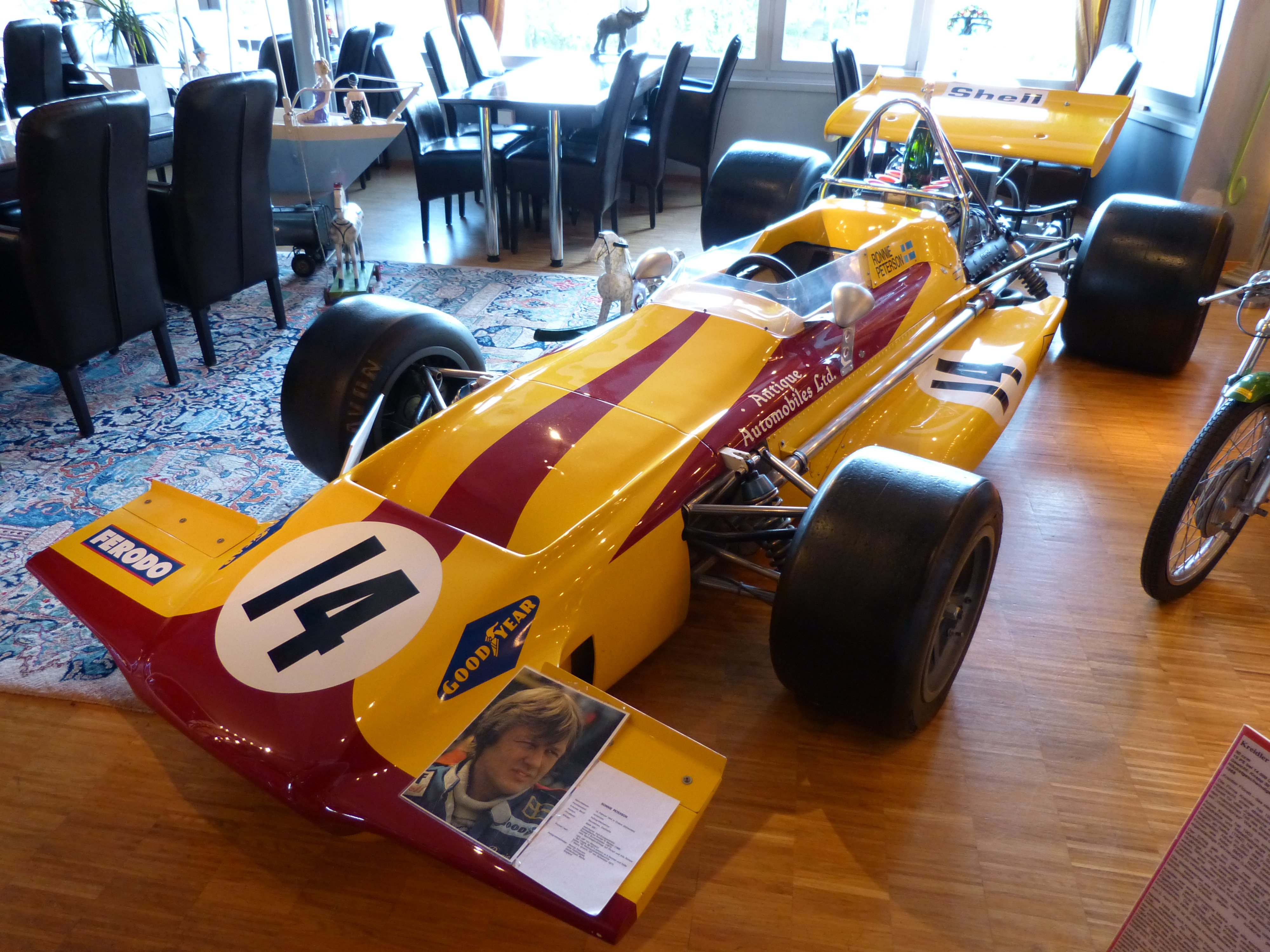
Historischer Crabbe-March 701 aus der Saison 1970

In der Formel-1-Saison 1970 setzte Crabbe einen March 701 ein. Dieses erste von March Engineering entwickelte Chassis wurde ihm von March-Mitgründer Max Mosley unter der Bedingung angeboten, den jungen Nachwuchsfahrer Ronnie Peterson zu verpflichten. Crabbe akzeptierte und meldete ihn erstmals zum Großen Preis von Monaco. Als Motor wurde der Cosworth DFV des im Vorjahr beim Rennen in Deutschland zerstörten McLaren M7B eingebaut, der aus den Trümmern des Wagens geborgen wurde. Der 701 stellte sich als problembehaftetes Fahrzeug heraus, der siebte Platz beim Debütrennen war Petersons und Crabbes bestes Saisonergebnis. Beobachter führten die mangelnde Konkurrenzfähigkeit des Crabbe-March insbesondere im Vergleich zum deutlich erfolgreicheren Team Tyrrell, die eine identische Konstruktion an den Start brachten und selbst unter Handling- und Gewichtsproblemen des Fahrzeuges litten, auf ein Leistungsdefizit des einzigen Crabbe gehörenden Motors zurück. Der bereits substanziell verschlissene DFV war infolge unterbliebener Revisionen auch zunehmend technisch veraltet. Nach einer enttäuschenden Saison wurden Team und Fahrer mit null Punkten nicht klassifiziert.
Für 1971 lehnte Crabbe das Angebot ab, als Kundenteam einen Ferrari 312B einzusetzen, und zog sich unter familiärem Druck sowie mangelnden, längerfristigen Erfolgsaussichten endgültig aus der Formel 1 zurück.

## Rennergebnisse

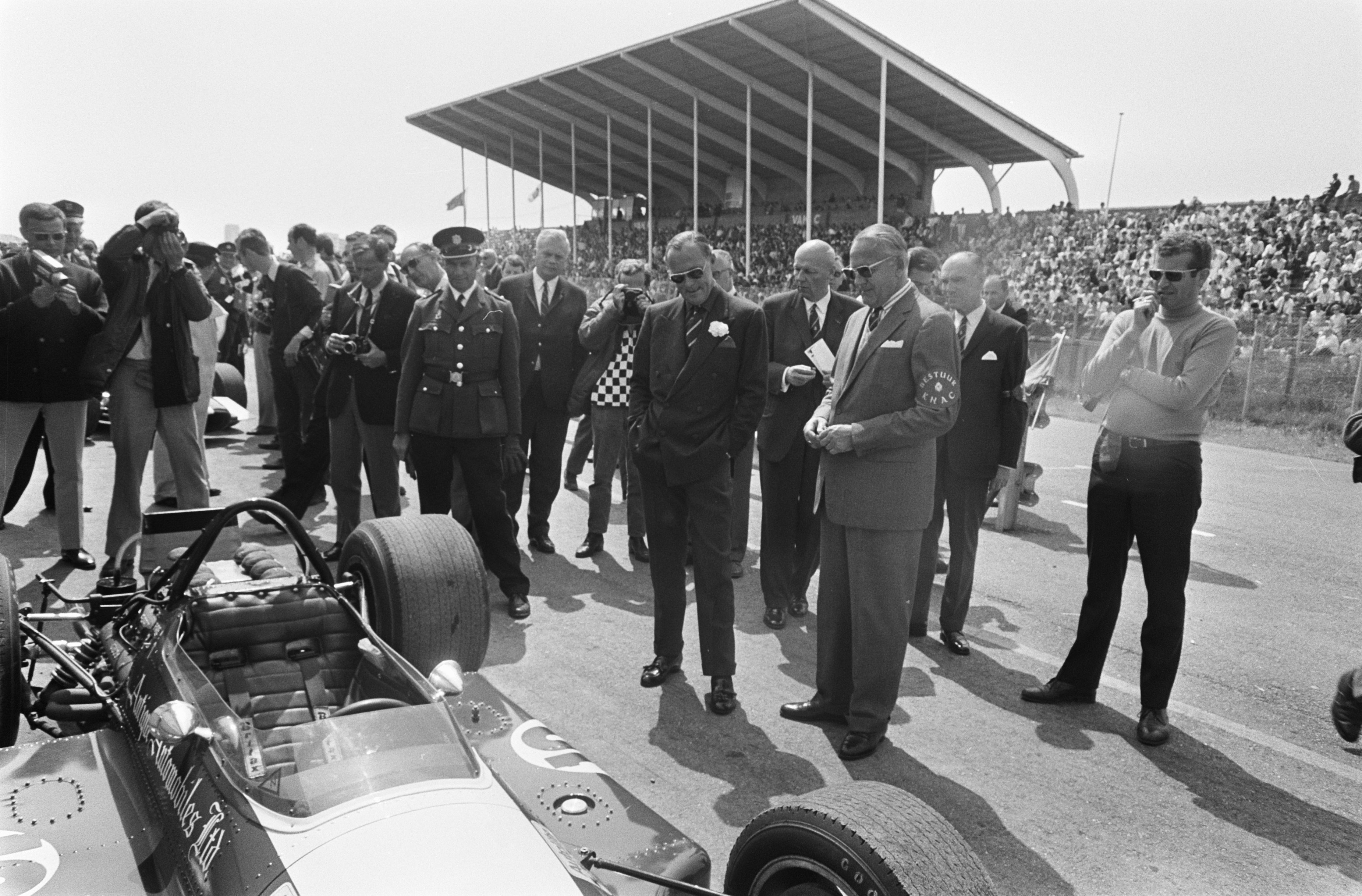
Crabbe (ganz rechts) mit Prinz Bernhard der Niederlande in den Boxen, Zandvoort, 1969

### Statistik
| Saison | Chassis     | Motor                    | Reifen | Grands Prix | Siege | Zweiter | Dritter | Poles | schn. Runden | Punkte | WM-Rang |
| ------ | ----------- | ------------------------ | ------ | ----------- | ----- | ------- | ------- | ----- | ------------ | ------ | ------- |
| 1969   | McLaren M7B | Ford Cosworth DFV 3.0 V8 | G      | 4           | —     | —       | —       | —     | —            | 3      | 14.     |
| 1970   | March 701   | Ford Cosworth DFV 3.0 V8 | G      | 9           | —     | —       | —       | —     | —            | —      | NC      |
| Gesamt | Gesamt      | Gesamt                   | Gesamt | 14          | —     | —       | —       | —     | —            | 3      |         |

### Einzelergebnisse
| Saison | Fahrer          | Nr. | 1 | 2 | 3 | 4  | 5 | 6   | 7   | 8   | 9 | 10  | 11 | 12 | 13 | Punkte | Rang |
| ------ | --------------- | --- | - | - | - | -- | - | --- | --- | --- | - | --- | -- | -- | -- | ------ | ---- |
| 1969   |                 |     |   |   |   |    |   |     |     |     |   |     |    |    |    | 3      | 14.  |
| 1969   | Vic Elford      | - 1 |   |   | 7 | 10 | 5 | 6   | DNF |     |   |     |    |    |    | 3      | 14.  |
| 1970   |                 |     |   |   |   |    |   |     |     |     |   |     |    |    |    | 0      | NC   |
| 1970   | Ronnie Peterson | - 1 |   |   | 7 | NC | 9 | DNF | 9   | DNF |   | DNF | NC | 11 |    | 0      | NC   |

| Legende  | Legende            | Legende                                                          |
| Farbe    | Abkürzung          | Bedeutung                                                        |
| -------- | ------------------ | ---------------------------------------------------------------- |
| Gold     | –                  | Sieg                                                             |
| Silber   | –                  | 2. Platz                                                         |
| Bronze   | –                  | 3. Platz                                                         |
| Grün     | –                  | Platzierung in den Punkten                                       |
| Blau     | –                  | Klassifiziert außerhalb der Punkteränge                          |
| Violett  | DNF                | Rennen nicht beendet (did not finish)                            |
| Violett  | NC                 | nicht klassifiziert (not classified)                             |
| Rot      | DNQ                | nicht qualifiziert (did not qualify)                             |
| Rot      | DNPQ               | in Vorqualifikation gescheitert (did not pre-qualify)            |
| Schwarz  | DSQ                | disqualifiziert (disqualified)                                   |
| Weiß     | DNS                | nicht am Start (did not start)                                   |
| Weiß     | WD                 | zurückgezogen (withdrawn)                                        |
| Hellblau | PO                 | nur am Training teilgenommen (practiced only)                    |
| Hellblau | TD                 | Freitags-Testfahrer (test driver)                                |
| ohne     | DNP                | nicht am Training teilgenommen (did not practice)                |
| ohne     | INJ                | verletzt oder krank (injured)                                    |
| ohne     | EX                 | ausgeschlossen (excluded)                                        |
| ohne     | DNA                | nicht erschienen (did not arrive)                                |
| ohne     | C                  | Rennen abgesagt (cancelled)                                      |
| ohne     | keine WM-Teilnahme |                                                                  |
| sonstige | P/fett             | Pole-Position                                                    |
| sonstige | 1/2/3/4/5/6/7/8    | Punktplatzierung im Sprint-/Qualifikationsrennen                 |
| sonstige | SR/kursiv          | Schnellste Rennrunde                                             |
| sonstige | *                  | nicht im Ziel, aufgrund der zurückgelegten Distanz aber gewertet |
| sonstige | ()                 | Streichresultate                                                 |
| sonstige | unterstrichen      | Führender in der Gesamtwertung                                   |